# Carolinum (Zeitschrift)
Carolinum  mit dem Untertitel „Historisch-literarische Zeitschrift“ wird heute im Auftrag des Schulvereins „Carolinum“ e.V. in Zusammenarbeit mit der Altschülerschaft e.V. des Gymnasiums Carolinum in Neustrelitz herausgegeben.
Die Nr. 1 der Zeitschrift erschien im Mai 1935 zunächst unter dem Titel „Caroliner Zeitung“ mit dem Untertitel „Mitteilungen der Altschülerschaft des Carolinums zu Neustrelitz“. Von Nr. 15 (September 1943) bis Nr. 18 (Juni 1944) lautete der Untertitel „Feldpostbriefe der Altschülerschaft des Carolinums zu Neustrelitz“. Die erste Nachkriegsausgabe (Nr. 19/20) wurde im September 1956 von Gustav H. Piehler als „Festschrift zum 150jährigen Jubiläum des Carolinum-Neustrelitz“ herausgegeben (Verlagsort St. Peter/Nordsee). Ab Nr. 21/22 (März 1957) lautete der Verlagsort Göttingen. Ab Nr. 23/24 (September 1957) wechselte der Untertitel zu „Blätter für Kultur und Heimat“. 1958 (ab Jahrgang 24, Nr. 27, Winterhalbjahr 1958) wurde der ursprüngliche Zeitschriftentitel „Caroliner Zeitung“ aufgegeben und durch „Das Carolinum“ ersetzt. Ab Jahrgang 32, Nr. 45 (Sommerhalbjahr 1966) lautete der Titel nur noch „Carolinum“. Mit dem Untertitel „Historisch-literarische Zeitschrift“ erschien das Blatt erstmals im Winterhalbjahr 1967/68 (Jahrgang 33, Nr. 48).
Als Mitteilungsblatt der Altschülerschaft des Neustrelitzer Traditionsgymnasiums, die sich in den 1950ern in Westdeutschland neu formiert hatte, zählte die Zeitschrift Carolinum mit sehr qualitätvollen Textbeiträgen zu Zeiten der deutschen Teilung zu den wichtigsten periodisch erscheinenden Schriften zur Geschichte und Kultur von Südostmecklenburg, insbesondere des ehemaligen Landesteils und Freistaates Mecklenburg-Strelitz. Die Verbreitung der Zeitschrift blieb damals auf die "Exil-Mecklenburger" beschränkt, ein Bezug in dieser Region war nahezu unmöglich. Gleichwohl zählte auch die Neustrelitzer Heimatforscherin Annalise Wagner zu den Stammautoren dieser Zeitschrift.
Inzwischen hat sich die Zeitschrift Carolinum zur Schülerzeitschrift des Neustrelitzer Gymnasiums umprofiliert. Während aktuelle Themen des Schulalltags den Inhaltsschwerpunkt bilden, kommen kulturgeschichtliche Themen heute nur noch vereinzelt vor.